# Pitcairnia vargasii
Pitcairnia vargasii är en gräsväxtart som beskrevs av Roberto Vásquez och Pierre Leonhard Ibisch. Pitcairnia vargasii ingår i släktet Pitcairnia och familjen Bromeliaceae. Inga underarter finns listade i Catalogue of Life.